# Infrastruktura kvalitete
Infrastruktura kvalitete, skupni je pojam vezan za institucije koje djeluju u području osiguravanja kvalitete. Infrastrukturu kvalitete sačinjavaju normizacija, akreditacija, mjeriteljstvo i ocjenjivanje sukladnosti.
U Republici Hrvatskoj poslove akreditacije provodi Hrvatska akreditacijska agencija, poslove normizacije Hrvatski zavod za norme, a poslove mjeriteljstva Državni zavod za mjeriteljstvo. Dok ocjenjivanje sukladnosti provode certifikacijska tijela, inspekcijska tijela i laboratoriji.

## Vanjske poveznice
- HAA
- HZN
- [neaktivna poveznica]